# Sjakalen (film fra 1973)
 For alternative betydninger, se Sjakalen (flertydig). (Se også artikler, som begynder med Sjakalen)
Sjakalen (orig: The Day of the Jackal) er en britisk-fransk thriller fra 1973 instrueret af Fred Zinnemann. De ledende roller spilles af Edward Fox og Michael Lonsdale. Filmen er baseret på Frederick Forsyths bog The Day of the Jackal fra 1971.

## Medvirkende
- Edward Fox som Sjakalen
- Michael Lonsdale som Lebel
- Alan Badel som Minister
- Tony Britton som Inspektør Thomas
- Michel Auclair som Oberst Rolland
- Terry Alexander som Lloyd
- Cyril Cusack som Våbensmed
- Delphine Seyrig som Colette
- Eric Porter som Oberst Rodin
- Philippe Léotard
- Adrien Cayla-Legrand som Charles de Gaulle